# Фридрих I фон Тьоринг
Фридрих I фон Тьоринг 'Стари' (на немски: Friedrich I von Törring 'der Ältere'; † 16 октомври 1279) е благородник от фамилията „Тьоринг“ в район Траунщайн и бургграф на замък Титмонинг в Бавария.

## Биография
Той е син на Хайнрих II фон Тьоринг († сл. 1239) и съпругата му Ита фон Гутрат († сл. 1242), дъщеря на Куно фон Гутрат, бургграф на Верфен. Внук е на Хайнрих I фон Тьоринг († 1207).
Фридрих I фон Тьоринг става през 1273 г. първият бургграф (castellanus) на замък Титмонинг, назначен от архиепископа на Залцбург.
Фамилията фон Тьоринг получава през 1566 г. титлата имперски фрайхер и през 1630 г. получава графската титла по време на курфюрсткото събрание в Регенсбург.

## Фамилия
Първи брак: пр. 1257 г. с Елизабет фон Тегернбах, дъщеря на Либхарт фон Тегернбах. Те имат един син:
- Йоханес I фон Тьоринг-Жетенбах († 15 януари 1301), господар на Жетенбах; баща на:
  - Йоханес II (Жанс II) фон Тьоринг-Жетенбах († пр. 13 юли 1347), женен за Кунигунда († сл. 1347)

Втори брак: пр. 1270 г. със София. Те имат един син:
- Фридрих II фон Тьоринг 'Млади' († 18 декември 1349), женен 1298 г. за Кунигунда фон Вайсенек († пр. 1309); баща на:
  - Зифрид II фон Тьоринг († 15 ноември 1383), господар на Винхьоринг и Туслинг, женен за	Агнес († сл. 1352)